# Mumilaaq Qaqqaq
Mumilaaq Qaqqaq (née le 4 novembre 1993) est une femme politique canadienne élue à la Chambre des communes du Canada lors des élections fédérales canadiennes de 2019. Elle représentait la circonscription électorale du Nunavut en tant que députée du Nouveau Parti démocratique. Qaqqaq est la première membre du Nouveau Parti démocratique à représenter le Nunavut depuis que Peter Ittinuar a quitté  le NPD pour rejoindre le parti libéral en 1982, et la seule députée du NPD au Nunavut depuis qu'il est devenu un territoire.

## Biographie

### Jeunesse
Qaqqaq est née à Baker Lake, au Nunavut, puis a déménagé à Iqaluit.
Avant son élection au Parlement, elle était une animatrice, une oratrice et une bénévole, surtout connue pour son discours prononcé à la Chambre des communes à l'occasion de la Journée internationale des femmes en 2017. Elle a travaillé comme agente de l'emploi pour Nunavut Tunngavik (l'organisme qui agit comme représentant légal des Inuits du Nunavut) et comme spécialiste de programmes auprès du ministère de la Santé du gouvernement du Nunavut. Elle a occupé des postes au sein d'Inuit Tapiriit Kanatami, notamment auprès de Susan Aglukark à la Fondation Arctic Rose  et chez Northern Youth Abroad,

### Carrière politique
Le Nouveau Parti démocratique a demandé à Qaqqaq de se présenter à l'élection fédérale canadienne de 2019 au Nunavut, une nomination qu'elle a accepté sa nomination en septembre 2019. Leona Aglukkaq, l'adversaire conservatrice de Qaqqaq dans cette course, avait représenté le Nunavut au Parlement canadien de 2008 à 2015, remportant les élections fédérales de 2008 et de 2011 au Nunavut. Aglukkaq avait dirigé quatre portefeuilles ministériels sous Stephen Harper, dont ceux de ministre de la Santé et de ministre de l'Environnement. Le député libéral sortant, Hunter Tootoo, a été ministre des Pêches, des Océans et de la Garde côtière canadienne de 2015 à 2016. Tootoo a annoncé en juillet 2019 qu'il ne se représenterait pas, après qu'un scandale ait amené le Parti libéral à le démettre de ses fonctions en 2016. Pour le remplacer, le Parti libéral a nommé candidate Megan Pizzo Lyall, produisant une course remarquable dans laquelle les trois principaux candidats du parti étaient toutes des femmes Inuites.

## Résultats électoraux
L'âge de Qaqqaq au moment de son élection, 25 ans, était presque identique à la moyenne d'âge au Nunavut de 24,7 ans,. Cela a été considéré comme un atout lors de son élection. Au cours de la campagne, les priorités de Qaqqaq étaient de réduire le taux de suicide au Nunavut, d’accroître l’accès au logement et d’assurer la sécurité alimentaire du Nunavut,.